# Іваненко Валерія Володимирівна (медіаменеджер)
Валерія Володимирівна Іваненко — українська медіаменеджерка, сценаристка, теле- та кінопродюсерка. Генеральний директор продюсерської агенції «Спільна перемога продакшн». З 2008 року по 2017-й рік — генеральний директор телекомпанії «Міжнародний Слов'янський Канал», першого супутникового телеканалу на території колишнього Радянського Союзу. Членкиня Національної спілки кінематографістів України.

## Біографія
Народилась 28 квітня 1966 року в селищі Усть-Хакчан Сусуманського району, Магаданського краю.
Батьки: Хаврусь Володимир Авраамович — інженер за фахом був репресований в 1938 році; мати — Урусова Евеліна Яківна — пройшла через табори ДП та була репатрійована до Магаданського краю. Після смерті батьків виховувалась бабусею.

### Освіта
В 1990 році закінчила Ленінградський інститут театру, музики і кінематографії ім. Н. К. Черкасова за фахом — режисер телебачення.

### Кар'єра
1988–1991 — авторка концепції і одна з організаторів мовлення Першої кабельної, а пізніше ефірної недержавної телекомпанії на території СРСР — ТОНІС (Творче Об'єднання Нових Інформаційних систем), в Миколаєві, Українська РСР.
1991–1995 — разом з чоловіком В. Іваненком одна із засновників і генеральний директор першого в Києві недержавного ефірного телеканалу. Головний офіс телекомпанії ТОНІС перемістився з Миколаєва в столицю України. Столична телекомпанія отримала назву «Тет-а-Тет» («Тоніс-Ентер-Телевіжн»).
1994–1995 — розробка концепції та організація мовлення на орендованому супутнику Евтелсат в рамках супутникового проекту «Міжнародний „Слов'янський канал“». «Це був прорив в області космічного телемовлення на території колишнього СРСР. Мовлення велося протягом півроку (з 14 грудня 1994 по 15 травня 1995) на Європу, Північну Африку та Близький Схід — в цілому на територію з населенням в 550 мільйонів людей» (І. Мащенко «Телебачення de facto»).
1995–2003 — організація мовлення і робота як генеральної продюсерки ТОНІС на 25 телеканалі в Києві.
В 1997–1998 як генеральна продюсерка очолювала ТК «Либідь» (заснована Національним Космічним Агентством України), керівниця проєкту з ексклюзивного висвітлення в ЗМІ підготовки та висвітлення польоту в космос першого космонавта Незалежної України — Леоніда Каденюка. Адміністративна та творча робота в Космічному центрі ім. Джонсона (Х'юстон, США), в Космічному Центрі ім. Кеннеді (штат Флорида, США).
1998 — стажування на каналах NBC та CNN.
19 листопада 1998 — організація та ведення першої прямої телетрансляції в історії одного з провідних національних телеканалів України — т/к «Інтер» про запуск STS-87 з мису Канаверал (США).
1993–1995 — авторка концепції і творча керівниця Міжнародного фестивалю телевізійних програм «Бархатний сезон». 1995–2003 — Президент Міжнародного телевізійного фестивалю «Оксамитовий сезон».
2003 — Віце-президент Агентства з захисту авторських і суміжних прав «Гарант-Медіа-Інтернешнл», офіційно представляв російські телевізійні канали «Перший канал. Всесвітня мережа» і «Москва — Відкритий світ» на території Україні.
2005 — розробка оновленої концепції мовлення «Міжнародний „Слов'янський канал“». С 2006 року — генеральний директор телекомпанії «Міжнародний „Слов'янський канал“». С 12 вересня 2008 року «Міжнародний „Слов'янський канал“» («SCI») здійснює цілодобове супутникове мовлення на Європейський континент англійською, російською, українською та мовами слов'янських країн — виробників програмного продукту.

### Нагороди та премії[2]
- 1988 — Друга премія на молодіжному фестивалі телевізійних програм в м. Ужгород (Україна) за фільм «Зустрічі» (авторка сценарію і режисерка);
- 1990 — Друга премія на фестивалі «Екран» (Угорщина) за фільм «Що нам коштує будинок побудувати …» (авторка сценарію);
- 1991 — Перша премія на Міжнародному фестивалі в Болгарії за телефільм «На порозі моєї Землі» (авторка сценарію і режисерка);
- 2000 — Премія Національної Спілки журналістів України «Золоте перо»;
- 2001 — Членкиня Євразійської Академії Телебачення;
- 2001 — Премія Національної Спілки журналістів України «Золоте перо»;
- 2002 — членкиня Міжнародної Академії телебачення і радіомовлення;
- 2002 — Лауреатка премії «Прометей-престиж» Загальнонаціональної програми «Людина року — 2002» (МТФ «Оксамитовий сезон») в номінації «Культурний проект року» — як авторка і одна з провідних організаторів проєкту;
- 2003 — Лауреатка почесної нагороди «Свята Софія» — (в рамках Міжнародної програми «Лідери 21 століття») за особистий внесок у відродження духовності, національної науки та культури.